# Gruson
Gruson är en kommun i departementet Nord i regionen Hauts-de-France i norra Frankrike. Kommunen ligger i kantonen Lannoy som tillhör arrondissementet Lille. År 2022 hade Gruson 1 223 invånare.

## Befolkningsutveckling
Antalet invånare i kommunen Gruson
| Referens: INSEE |